# Michel-Laurent de Sélys Longchamps
Pour les autres membres de la famille, voir Famille de Selys Longchamps.
Michel-Laurent, baron de Sélys Longchamps (10 février 1759, Liège - 25 avril 1837, Liège), fut député du département de l'Ourthe et membre du Congrès national. 

## Biographie

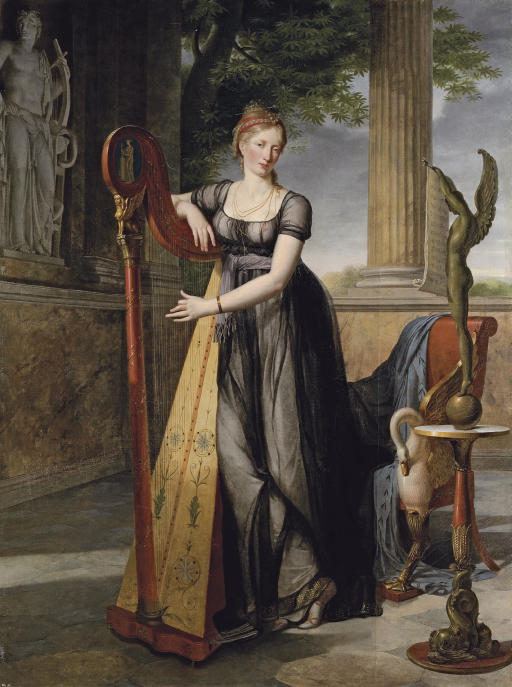
Portrait de Marie-Denise Gandolphe (1777-1857), épouse de Michel-Laurent de Sélys Longchamps, portraiturée par Jean-Joseph Ansiaux en 1798-1799.

Maire de Liège lors du rattachement à la France, puis juge au tribunal de première instance de la Seine le 14 germinal an VIII, Michel de Sélys fut élu, le 6 germinal an X, par le Sénat conservateur, député du département de l'Ourthe au Corps législatif. Il en sortit en l'an XV. 
Sélys fut élu membre du Congrès national de Belgique par l'arrondissement de Waremme.
En 1808, il épouse Marie-Denise Gandolphe (1777-1857), fille de l'avocat Matthieu Gandolphe et veuve de l'imprimeur Jean-Joseph Smits, cofondateur du Journal général de l'Europe. Le couple eut deux enfants, dont Edmond de Sélys Longchamps, président du Sénat belge.

## Hommage
- La rue de Sélys à Liège lui rend hommage.